# Thomas Pierre Baraguey
Thomas Pierre Baraguey, seigneur de Saint-Aubin-la-Campagne et d'Incarville, est un architecte français de la seconde moitié du XVIIIe siècle, né le 24 juin 1748 à Rouen et mort le 16 août 1820 à Paris.

## Biographie
Thomas Pierre Baraguey est le fils de Thomas Simon Baraguey, négociant rouennais, et d'Élisabeth Hayet. Il est l'oncle de Louis Achard, le cousin germain de Marguerite Quesnel, l'épouse de John Holker, Jr., ainsi que le parent du général Louis Baraguey d'Hilliers. Il épouse Anne Sophie de Laplace, fille de Louis de Laplace et de Marie Charlotte Marc.
Après avoir étudié à l'école de dessin de sa ville natale, il remporta le prix d'architecture en 1769 et devint, en 1774, sous-inspecteur des bâtiments de la Ville de Paris dans le service de Pierre-Louis Moreau-Desproux.
Il séjourna à Rome en 1775, où il fut refusé à l'Académie de France mais agréé à l'Académie des Arcades, et se lia avec l'architecte nantais Mathurin Crucy.
En 1780, il donna un projet pour l'hôtel de ville de Rouen. À la même époque, il construisit pour Thomas Le Rat, abbé de Bellozanne, le château de Magnitot à Saint-Gervais (Val-d'Oise).
Attaché à l'agence du palais du Luxembourg dès la fin de l'Ancien Régime, Baraguey succéda à Angibault comme architecte de la Chambre des pairs sous la Restauration.

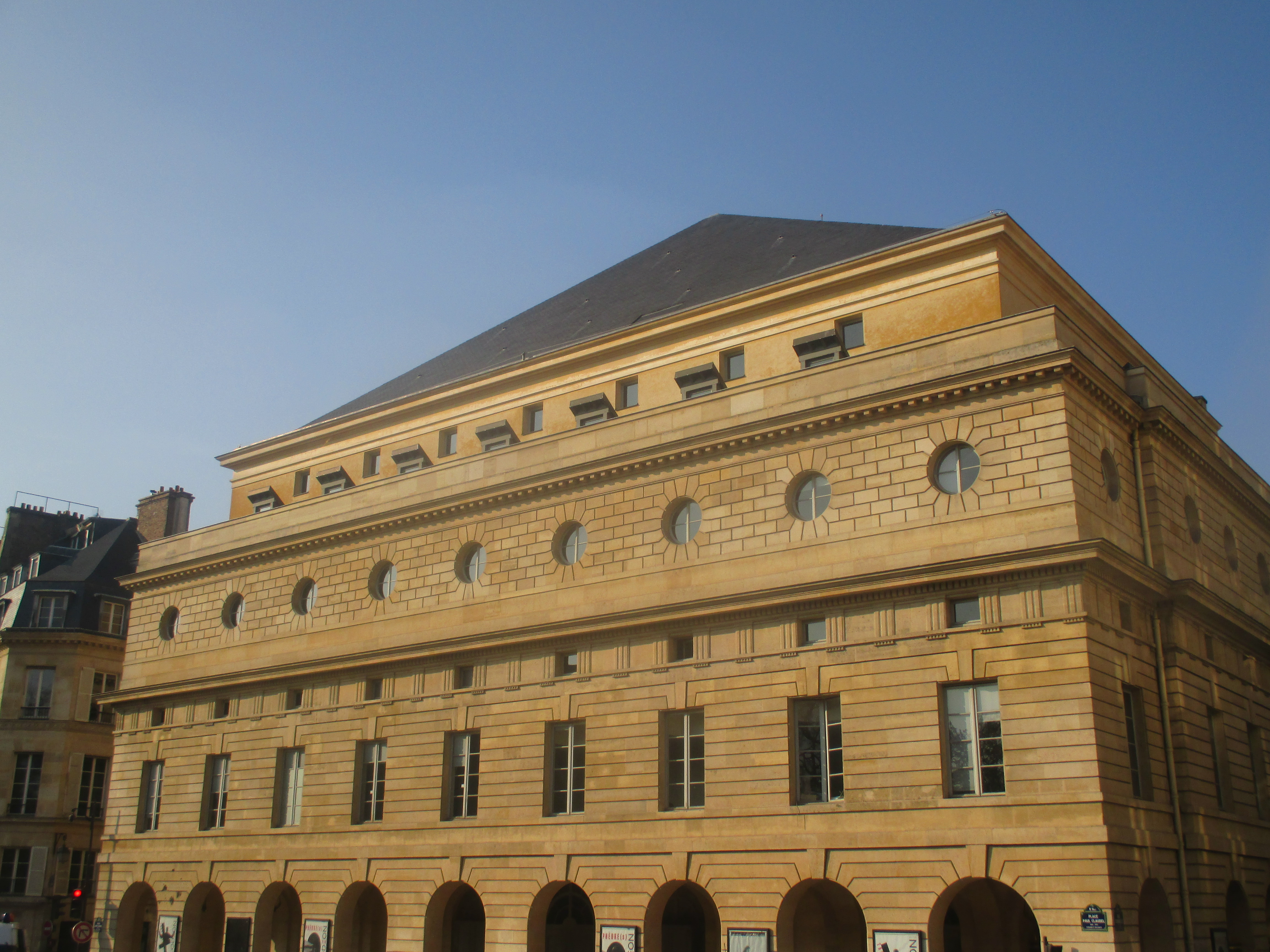
Façade du théâtre de l'Odéon (côté place Paul-Claudel) réalisée dans le style néo-palladien.

En 1818, il fut chargé de reconstruire le Théâtre de l'Odéon après son second incendie. Il avait déjà travaillé à la première reconstruction du théâtre en 1807 comme adjoint de Jean-François-Thérèse Chalgrin. Il apporta à cette occasion à l'aspect extérieur de l'édifice des modifications qui furent critiquées par les héritiers de Marie-Joseph Peyre.
Il reçoit la Légion d'honneur le 8 juin 1820 et décède le 16 août. Il est inhumé au cimetière du Père-Lachaise à Paris (29e division).

## Distinctions
- Chevalier de la Légion d'honneur (1820)